# Cisticola anderseni
Cisticola anderseni — вид горобцеподібних птахів родини тамікових (Cisticolidae). Ендемік Танзанії.

## Поширення і екологія
Живе в заплавних луках в долині річки Кіломберо. Віддає перевагу місцям з невисокою рослинністю і відкритими ділянками піщаного ґрунту.